# Stazione di Lorraine TGV
La stazione di Lorraine TGV è una stazione ferroviaria aperta nel giugno 2007 sulla LGV Est européenne, la linea del TGV Est. È situata nel comune di Louvigny, dipartimento della Mosella, nell'Est della Francia.

## Collegamenti previsti
Ogni giorno, 26 TGV/ICE verso ovest e altrettanti verso est fanno sosta a Lorraine TGV. La stazione è direttamente collegata con:
- Aéroport Charles de Gaulle 2 - TGV (3 AR in 1h10)
- Stazione di Marne la Vallée-Chessy (6 AR in 1h10)
- Massy TGV (6 AR in 1h45)
- Lilla (3 AR in 2h05)
- Nantes (2 AR in 3h55)
- Rennes (1 AR in 3h55)
- Bordeaux (3 AR in 5h10)

## Accedere alla stazione
La stazione è provvisoriamente situata a Louvigny da giugno 2007, data dell'arrivo del TGV Est. Sono a disposizione dei viaggiatori circa 800 posti di parcheggio, senza contare quelli dedicati ai taxi e agli autobus.
Non è però possibile l'interconnessione con la rete ferroviaria regionale TER (Train Express Régional); l'accesso stradale è dunque l'unico.
La stazione è situata a 27 km da Metz e 37 da Nancy.
A poca distanza da Louvigny, si situa l'aeroporto regionale di Metz-Nancy Lorraine. Un servizio di navette effettua dei collegamenti fra la stazione, l'aeroporto, Metz, e Nancy.
Nel 2012 sarà in funzione un'altra stazione, che sostituirà questa di Louvigny. La stazione nel 2012 sarà situata a Vandières. La stazione di Vandières, a differenza di quella di Louvigny, permetterà l'interconnessione ferroviaria fra i TGV e la rete ferroviaria regionale TER. Inoltre, a poca distanza da Vandières, si situa l'aeroporto regionale di Metz-Nancy Lorraine.
Dal 2012, Lorraine - TGV sarà quindi un polo d'interconnessione ferroviario, stradale e aereo.

## Architettura
- Stazione di Louvigny:

A 27 km da Metz e 37 km da Nancy, situata a Louvigny, questa stazione è lunga circa 50 m e larga 15. L'edificio comporta delle larghe vetrate. Relativamente economica (5 milioni di €), il suo scopo è chiaramente quello di essere una stazione.
- Stazione di Vandières:

La stazione si dividerà in due piani: a pianoterra saranno situati i binari per i TER Lorraine, mentre al piano superiore vi saranno i binari destinati ai TGV che transiteranno su un viadotto. Oltre a delle navette che collegheranno la stazione con l'aeroporto regionale, sarà possibile l'interconnessione con l'asse ferroviario regionale Épinal-Lussemburgo.

## Concorrenza e conflitto
La scelta del luogo dove doveva sorgere la stazione è stata oggetto di un lungo contenzioso fra il Consiglio Regionale della Lorena e il dipartimento della Mosella. La regione era favorevole alla costruzione di una stazione a Vandières sin dall'inizio, sulla linea classica Metz-Nancy. Ciò avrebbe permesso un accesso stradale e autostradale mediante la A31 e, al tempo stesso, un accesso ferroviario mediante i treni regionali TER. Se, come previsto, la stazione di Vandières dovesse vedere la luce del giorno nel 2012, quella di Louvigny sarebbe allora trasformata in una stazione merci ad alta velocità.